# Tyto insularis
Tyto insularis — хищная птица семейства сипуховых, обитающая на Малых Антильских островах.

## Описание

### Внешний вид
Средняя длина птиц — 27-33 см; вес — около 260 грамм.
Некрупный представитель рода Tyto с темным оперением и без «ушек»-пучков. Весовых различий между самцами и самками зафиксировано не было, однако известно, что крыло женской особи на 10 мм длиннее, чем у мужской.
У вида светло-терракотовое лицо с пятнистым коричневым ободком вокруг и тёмно-карими глазами; клюв желтоватого цвета. Верхняя часть и крылья покрыты темно-серой вуалью с маленькими белыми пятнышками, а маховые и рулевые перья окрашены в бурый цвет с темными полосами. Низ коричневый, с черными пятнами-стрелками. Длинные ноги оперены до основания пальцев, неприкрытая кожа серо-коричневого цвета; когти темно-бурые.

### Голос
Мало изучен, но в Доминике была осуществлена запись пронзительных криков и пощелкивающих звуков представителей вида.

### Отличия от других видов
Аллопатрическая Обыкновенная сипуха гораздо крупнее, а оперение на лицевой диске и нижней части тела белее. Несильно отделенная географически, Сипуха Кюрасао близка по размерам, на также гораздо светлее по цвету. Аллопатрическая Пепельнолицая сипуха отличается, как видно из её названия, пепельно-серым оттенком лицевого венчика.

## Распространение

### Ареал
Эндемик Малых Антильских островов, в частности Доминики, Сент-Винсента, Бекии, Юниона, Кариоки и Гренады.

### Места обитания
Живёт на открытых сельскохозяйственных угодьях, а также в скалистых лесных местностях с кустарником, порослью и пещерами.

### Классификация
Раньше птица рассматривалась как подвид Tyto alba. Таксономический статус остается неопределенным и требует ДНК-исследований, благодаря которым t.furcata и T.glaucops уже были выделены как отдельные виды на основании их изоляции и морфологических различий. Сейчас у Tyto insularis обозначено два подвида: редкий T.i.insularis с островов Сент-Винсент, Бекия, Юнион, Кариока и Гренада, и широко распространенный T.i.nigrescens, обитающий в Доминике; у последнего белые пятна в окрасе практически незаметны.

## Питание
Охотится на мелких млекопитающих, включая летучих мышей, а также рептилий, некрупных птиц и больших насекомых. Охотничьи привычки плохо изучены, но, скорее всего, мало чем отличаются от поведения остальных сипух.